# Michal Mertiňák
Michal Mertiňák (* 10. Oktober 1979 in Považská Bystrica, Tschechoslowakei) ist ein ehemaliger slowakischer Tennisspieler.

## Karriere
Der Rechtshänder gewann auf der ATP World Tour im Doppel 13 Turniere und erreichte 12 weitere Endspiele. 2005 gehörte er zum Aufgebot der slowakischen Davis-Cup-Mannschaft, die sich erst im Finale Kroatien geschlagen geben musste. Sein Debüt in der Mannschaft hatte er bereits 2003 gegeben.
Mertiňák erreichte seine höchsten Weltranglistenplatzierungen im Juli 2005 mit Rang 129 im Einzel sowie im Februar 2010 mit Rang 12 im Doppel.

## Erfolge
| Legende (Anzahl der Siege)                           |
| Grand Slam                                           |
| Tennis Masters Cup ATP World Tour Finals             |
| ATP Masters Series ATP World Tour Masters 1000       |
| ATP International Series Gold ATP World Tour 500 (3) |
| ATP International Series ATP World Tour 250 (10)     |
| ATP Challenger Tour (14)                             |

| ATP-Titel nach Belag |
| Hartplatz (4)        |
| Sand (8)             |
| Rasen (0)            |
| Teppich (1)          |

### Einzel

#### Turniersiege
| Nr. | Datum             | Turnier    | Belag         | Finalgegner          | Ergebnis      |
| --- | ----------------- | ---------- | ------------- | -------------------- | ------------- |
| 1.  | 28. August 2004   | Buxoro     | Hartplatz     | Teimuras Gabaschwili | 3:6, 6:4, 6:3 |
| 2.  | 12. November 2006 | Bratislava | Hartplatz (i) | Lukáš Dlouhý         | 7:64, 6:4     |

### Doppel

#### Turniersiege

##### ATP World Tour
| Nr. | Datum              | Turnier      | Belag         | Partner           | Finalgegner                          | Ergebnis          |
| --- | ------------------ | ------------ | ------------- | ----------------- | ------------------------------------ | ----------------- |
| 1.  | 2. Januar 2006     | Chennai      | Hartplatz     | Petr Pála         | Prakash Amritraj Rohan Bopanna       | 6:2, 7:5          |
| 2.  | 30. Januar 2006    | Zagreb       | Teppich (i)   | Jaroslav Levinský | Davide Sanguinetti Andreas Seppi     | 7:6, 6:1          |
| 3.  | 29. Juli 2007      | Umag (1)     | Sand          | Lukáš Dlouhý      | Jaroslav Levinský David Škoch        | 6:1, 6:1          |
| 4.  | 17. September 2007 | Bukarest (1) | Sand          | Oliver Marach     | Martín García Sebastián Prieto       | 7:6, 7:6          |
| 5.  | 1. März 2008       | Acapulco (1) | Sand          | Oliver Marach     | Agustín Calleri Luis Horna           | 6:2, 6:73, [10:7] |
| 6.  | 20. Juli 2008      | Umag (2)     | Sand          | Petr Pála         | Carlos Berlocq Fabio Fognini         | 2:6, 6:3, [10:5]  |
| 7.  | 23. Februar 2009   | Acapulco (2) | Sand          | František Čermák  | Oliver Marach Łukasz Kubot           | 4:6, 6:4, [10:7]  |
| 8.  | 19. Juli 2009      | Stuttgart    | Sand          | František Čermák  | Victor Hănescu Horia Tecău           | 7:5, 6:4          |
| 9.  | 2. August 2009     | Umag (3)     | Sand          | František Čermák  | Johan Brunström Jean-Julien Rojer    | 6:4, 6:4          |
| 10. | 27. September 2009 | Bukarest (2) | Sand          | František Čermák  | Johan Brunström Jean-Julien Rojer    | 6:2, 6:4          |
| 11. | 8. November 2009   | Valencia     | Hartplatz (i) | František Čermák  | Marcel Granollers Tommy Robredo      | 6:4, 6:3          |
| 12. | 3. Oktober 2010    | Kuala Lumpur | Hartplatz (i) | František Čermák  | Mariusz Fyrstenberg Marcin Matkowski | 7:63, 7:65        |
| 13. | 20. Oktober 2012   | Moskau       | Hartplatz (i) | František Čermák  | Simone Bolelli Daniele Bracciali     | 7:5, 6:3          |

##### ATP Challenger Tour
| Nr. | Datum            | Turnier       | Belag         | Partner              | Finalgegner                             | Ergebnis          |
| --- | ---------------- | ------------- | ------------- | -------------------- | --------------------------------------- | ----------------- |
| 1.  | 18. Oktober 2003 | Belgaum       | Hartplatz     | Branislav Sekáč      | Mustafa Ghouse Vishal Uppal             | 7:63, 7:62        |
| 2.  | 14. Februar 2004 | Cherbourg (1) | Hartplatz (i) | Alexander Waske      | Emilio Benfele Álvarez Jun Katō         | 6:4, 7:61         |
| 3.  | 27. August 2004  | Buxoro        | Hartplatz     | Pavel Šnobel         | Paul Logtens Melle van Gemerden         | 6:4, 6:2          |
| 4.  | 29. Januar 2005  | Heilbronn     | Teppich (i)   | Sébastien de Chaunac | Gilles Elseneer Gilles Müller           | 6:2, 3:6, 6:3     |
| 5.  | 19. März 2005    | Sarajevo      | Hartplatz (i) | Serhij Stachowskyj   | Lukáš Dlouhý Jan Vacek                  | 6:78, 6:2, 6:2    |
| 6.  | 13. Mai 2006     | Dresden       | Sand          | Yves Allegro         | Christopher Kas Philipp Petzschner      | 6:3, 6:0          |
| 7.  | 20. Mai 2006     | Zagreb        | Sand          | Yves Allegro         | Julien Jeanpierre Nicolas Renavand      | 6:1, 6:2          |
| 8.  | 3. März 2007     | Cherbourg (2) | Hartplatz (i) | Robin Vik            | Łukasz Kubot Dick Norman                | 6:2, 6:4          |
| 9.  | 5. Oktober 2008  | Mons          | Hartplatz (i) | Lovro Zovko          | Yves Allegro Horia Tecău                | 7:5, 6:3          |
| 10. | 11. August 2012  | San Marino    | Sand          | Lukáš Dlouhý         | Stefano Ianni Matteo Viola              | 1:6, 7:63, [11:9] |
| 11. | 18. August 2012  | Cordenons     | Sand          | Lukáš Dlouhý         | Philipp Marx Florin Mergea              | 5:7, 7:5, [10:7]  |
| 12. | 15. Februar 2014 | Bergamo       | Hartplatz (i) | Karol Beck           | Konstantin Krawtschuk Denys Moltschanow | 4:6, 7:5, [10:6]  |

#### Finalteilnahmen
| Nr. | Datum            | Turnier       | Belag         | Partner          | Finalgegner                            | Ergebnis           |
| --- | ---------------- | ------------- | ------------- | ---------------- | -------------------------------------- | ------------------ |
| 1.  | 31. Juli 2005    | Umag (1)      | Sand          | David Škoch      | Jiří Novák Petr Pála                   | 3:6, 3:6           |
| 2.  | 8. Februar 2009  | Viña del Mar  | Teppich (i)   | František Čermák | Pablo Cuevas Brian Dabul               | 3:6, 3:6           |
| 3.  | 25. Oktober 2009 | Moskau        | Hartplatz (i) | František Čermák | Pablo Cuevas Marcel Granollers         | 6:4, 5:7, [8:10]   |
| 4.  | 9. Januar 2010   | Doha          | Hartplatz     | František Čermák | Guillermo García López Albert Montañés | 4:6, 5:7           |
| 5.  | 1. August 2010   | Umag (2)      | Sand          | František Čermák | Leoš Friedl Filip Polášek              | 3:6, 6:77          |
| 6.  | 19. Februar 2012 | São Paulo (1) | Sand (i)      | André Sá         | Eric Butorac Bruno Soares              | 6:3, 4:6, [8:10]   |
| 7.  | 26. Februar 2012 | Buenos Aires  | Sand          | André Sá         | David Marrero Fernando Verdasco        | 4:6, 4:6           |
| 8.  | 4. März 2012     | Delray Beach  | Hartplatz     | André Sá         | Colin Fleming Ross Hutchins            | 6:2, 6:75, [13:15] |
| 9.  | 15. Juli 2012    | Stuttgart     | Sand          | André Sá         | Jérémy Chardy Łukasz Kubot             | 1:6, 3:6           |
| 10. | 17. Februar 2013 | São Paulo (2) | Sand          | František Čermák | Bruno Soares Alexander Peya            | 7:65, 2:6, [7:10]  |
| 11. | 9. Februar 2014  | Zagreb        | Hartplatz (i) | Philipp Marx     | Jean-Julien Rojer Horia Tecău          | 6:3, 4:6, [2:10]   |
| 12. | 27. Juli 2014    | Gstaad        | Sand          | Rameez Junaid    | Andre Begemann Robin Haase             | 3:6, 4:6           |